# Wapen van Loo- en Drostendiep

Wapen van het waterschap Loo- en Drostendiep

Het wapen van Loo- en Drostendiep werd op 23 januari 1961 per Koninklijk besluit aan het Drentse waterschap Loo- en Drostendiep verleend. In 1994 ging het waterschap samen Bargerbeek op in het nieuwe waterschap 't Suydevelt. Hiermee verviel het wapen.

## Blazoenering
De blazoenering luidt als volgt:
Gedeeld van keel en sinopel; over alles heen een tot de onderkant van het schild reikende omgekeerde versmalde golvende keper van zilver, boven vergezeld van negen vijfpuntige sterren van hetzelfde, geplaatst 5, 3 en 1. Het schild gedekt door een gouden kroon van drie bladeren en twee paarlen.
De heraldische kleuren in het wapen zijn: goud (geel), keel (rood), sinopel (groen) en zilver. Het schild is gedekt met een gravenkroon.

## Geschiedenis
Tijdens een vergadering van de Provinciale Staten van Drenthe in 1958 besloot men het waterschap Loo- en Drostendiep op te richten. Zo werd het waterschap opgericht en het bestuur van het waterschap had al snel baat bij een waterschapswapen te voeren. Hiervoor werd een ontwerp gemaakt, het werd op 1 november 1960 verstuurd naar de Hoge Raad van Adel. Het ontwerp werd snel goedgekeurd en zo werd het ontwerp op 23 november 1961 per koninklijk besluit verleend als waterschapswapen van het waterschap.

## Symboliek
De twee golvende dwarsbalken verwijzen naar de diepjes het Loodiep en het Drostendiep. De negen sterren symboliseren de negen toenmalige gemeenten in het waterschap. Het rode vlak verwijst naar de rode heide die in het gebied lag en later werd ontgonnen. Verder verwijst het groene vlak naar de landbouwgrond.
Drentse Aa ·
Amsterdamscheveld ·
Bargerbeek ·
Eemszijlvest ·
Emmer-Erfscheidenveen ·
Hesselte ·
Hunze en Aa ·
Loo- en Drostendiep ·
Meppelerdiep ·
Middenveld ·
De Monden ·
Nijeveen-Kolderveen ·
Noordenveld ·
Oostermoerse Vaart ·
De Oude Vaart ·
Reest en Wieden ·
Riegmeer ·
De Runde ·
Smilde ·
't Suydevelt ·
De Veenmarken ·
De Vledder en Wapserveense Aa ·
Weerdinge ·
De Wold Aa ·
Wold en Wieden ·
Zuiveringsschap Drenthe